# 李徽猷
李徽猷（？—？），字伯建，號振白，山東濟南府臨邑縣人，軍籍，明朝政治人物。

## 生平
萬曆十年壬午科山東鄉試第十二名，萬曆十一年（1583年）癸未科會試第六十九名，登三甲第五十二名進士。兵部觀政，本年授山西安邑知县，丁憂歸。十六年復除湖广京山县，十七年調任直隶清苑县知县，十九年擢户部主事，二十年蘇松监兑，二十二年四月与刑部主事陆梦履典云南乡试，本年升郎中。二十六年升山西参议兼佥事，二十七年闰四月调陕西西宁道副使，本年調河南副使，仍調陕西，二十九年升一级，三十年二月叙甘肃之功，加升右参政，仍管地方事，三年满考，三十三年十月加右布政使，照旧管事，三十五年正月考察以贪污革职。

## 家族
曾祖李望；祖父李卿；父李粹。母王氏；繼母秦氏；母朱氏。